# Plath (cràter)
Plath és un cràter d'impacte en el planeta Mercuri de 35 km de diàmetre. Porta el nom de la poetessa estatunidenca Sylvia Plath (1932-1963), i el seu nom va ser aprovat per la Unió Astronòmica Internacional el 2015.